# Triaeris khashiensis
Triaeris khashiensis är en spindelart som beskrevs av Benoy Krishna Tikader 1966. Triaeris khashiensis ingår i släktet Triaeris och familjen dansspindlar. Inga underarter finns listade i Catalogue of Life.